# Nikolai Șaronov

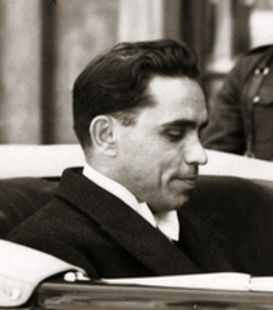
Nikolai Șaronov

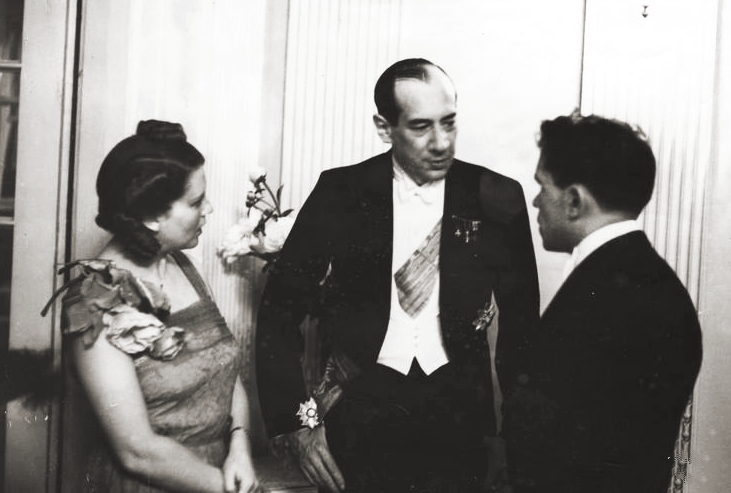
Șaronov și soția sa vorbind cu Józef Beck, ministrul polonez al afacerilor externe (iunie 1939)

Nikolai Ivanovici Șaronov (în rusă Николай Иванович Шаронов, în poloneză Nikołaj Szaronow; n. 1901 – d. secolul al XX-lea) a fost un diplomat sovietic.

## Biografie

### Activități desfășurate
A lucrat ca șef al biroului de statistică al Departamentului de Transport Naval din Nijni Novgorod (1919-1920) și a devenit membru al Partidului Comunist din Uniunea Sovietică în 1921. A fost funcționar al Societății de ajutorare a victimelor intervenției în Siberia (1924-1925) și a urmat apoi studii (până în 1931) la Academia de Studii Silvice. După absolvirea studiilor universitare, a lucrat ca director adjunct al companiei de export a materialului lemnos „Eksportles” (1931-1932), director al agenției sovietice de transport naval „Sovfraht” din Hamburg (1933-1935) și director adjunct al agenției sovietice de transport naval „Sovfraht” din Oslo (1935-1937).
În 1937 a intrat în serviciul diplomatic al URSS. A îndeplinit funcțiile de ministru plenipotențiar (полпред) al Uniunii Sovietice în mai multe țări: Grecia (18 iulie 1937 - 31 mai 1939), Albania (13 noiembrie 1937 - 7 aprilie 1939) și Polonia (1 iunie - 25 octombrie 1939) și trimis extraordinar și plenipotențiar al URSS în Ungaria (26 octombrie 1939 - 23 iunie 1941).

### Ambasador al URSS în Polonia
A fost ultimul ambasador sovietic în cea de-a Doua Republică Poloneză, înlocuindu-l pe Iakov Davîdov, care fusese executat la 28 iulie 1938 în Marea Epurare Sovietică. El a fost desemnat de URSS pentru a prelua acest post în mai 1939 și a fost acceptat la 8 mai 1939 de președintele Republicii Poloneze, Ignacy Mościcki. Șaronov și-a prezentat scrisorile de acreditare la Varșovia la 2 iunie 1939, făcând în același timp o declarație cu privire la relațiile de prietenie și de bună vecinătate între cele două țări.
După agresiunea celui de-al Treilea Reich împotriva Poloniei, Ministerul Afacerilor Externe al Republicii Poloneze a fost evacuat la Krzemieniec, fiind însoțit acolo de ambasadorul sovietic, împreună cu restul personalului diplomatic. Oficial, în lumina tensiunilor polono-germane în creștere, Șaronov a sprijinit guvernul polonez, oferindu-se să poarte discuții cu privire la un posibil ajutor economic și militar sovietic. În realitate, Uniunea Sovietică era presată de Germania Nazistă să acționeze potrivit acordului încheiat anterior (Pactul Ribbentrop-Molotov). Propaganda sovietică acuzase deja Polonia de încălcarea liniei de frontieră și maltratarea minorităților bieloruse și ucrainene, iar guvernul sovietic a dispus mobilizarea Armatei Sovietice pe 7 septembrie 1939. Nu se știe sigur dacă Șaronov cunoștea prevederile secrete ale acordului germano-sovietic și acționa cu bună credință, fără să se consulte cu guvernul sovietic sau dacă încerca să abată atenția guvernului polonez de la pregătirile militare sovietice.
Șaronov și atașatul militar Pavel Rîbalko au părăsit Polonia în 11 sau 12 septembrie 1939, cu mai puțin de o săptămână înaintea invadării Poloniei de către Uniunea Sovietică. Motivul oficial al părăsirii de către Șaronov a capitalei poloneze Varșovia a fost apariția unor „probleme în stabilirea comunicațiilor telefonice cu Moscova” din cauza invadării Poloniei de către Germania, care începuse pe 1 septembrie. Șaronov nu l-a anunțat pe ministrul afacerilor externe al Poloniei că va părăsi definitiv Polonia, dar nu s-a mai întors. Martor al acestor evenimente, reprezentantul diplomatic brazilian a consemnat următoarele: „... nu înțeleg prea bine de ce ambasadorul avea nevoie să încarce cinci sau mai multe valize pe acoperiș și alte câteva în părțile laterale ale mașinii pentru a da un telefon dintr-un oraș aflat la doar 25 km distanță”.
La 17 septembrie 1939 URSS a rupt în mod unilateral relațiile diplomatice cu Polonia, anunțându-l printr-o notă pe ambasadorul polonez (neacceptat ca ambasador) de încetarea existenței statului polonez și, în consecință, de nulitatea tuturor acordurilor încheiate între URSS și Polonia sau a acordurilor internaționale semnate de Polonia și URSS. Ambasadorul Poloniei în URSS, Wacław Grzybowski, după o încercare de a contesta nerecunoașterea imunității sale diplomatice de către autoritățile sovietice, a părăsit URSS împreună cu personalul diplomatic polonez în urma intervenției decanului corpului diplomatic, ambasadorul celui de-al Treilea Reich Friedrich von Schulenburg